# Shihe
Shihe (en chino, 浉河; pinyin, Shī·Hé; Wade-Giles, shih ho (escuchar)ⓘ) es un distrito urbano bajo la administración directa de la Prefectura  Xinyang  en la Provincia de Henan, República Popular China.  Su área es de 1783 km² y su población total para 2020 superó los 640 mil habitantes. 

## Administración
A julio de 2025, el  Distrito Shihe  se divide en 20 pueblos  administrados  en 10 subdistritos, 7 poblados y 3  villas.

## Toponimia
El topónimo Shihe [/shi-Jə/] significa "río Xi" porque dicho río baña su territorio.
Según la enciclopedia Compendio Imperial de la Era Taiping (太平御览) dice; El río Shi (浉河) recibió su nombre porque en el pasado vivió aquí el ermitaño Hu Chao, a quien le llamaban Shi (师 maestro), más tarde se le agregó el radical del agua (氵) a Shi (师 "maestro") quedando a su nombre actual, río Shi (浉河), un tributario del Río Huai.